# Cricotopus stenopelma
Cricotopus stenopelma är en tvåvingeart som först beskrevs av Jean-Jacques Kieffer 1923.  Cricotopus stenopelma ingår i släktet Cricotopus och familjen fjädermyggor.
Artens utbredningsområde är Tyskland. Inga underarter finns listade i Catalogue of Life.